# 米安德冰川
73°16′S 166°55′E / 73.267°S 166.917°E
米安德冰川是南極洲的冰川，位於維多利亞地的博克格雷溫克海岸，全長56公里，發源自休珀納爾山和霍比嶺，流經登山家山脈，最終在恩貝格海崖以東注入馬里納冰川。